# Ethan Bear
Ethan Bear (* 26. Juni 1997 in Regina, Saskatchewan) ist ein kanadischer Eishockeyspieler, der seit Dezember 2023 bei den Washington Capitals aus der National Hockey League (NHL) unter Vertrag steht und parallel für deren Farmteam, die Hershey Bears, in der American Hockey League (AHL) auf der Position des Verteidigers spielt. Zuvor war er bereits für die Edmonton Oilers, Carolina Hurricanes und Vancouver Canucks in der NHL aktiv.

## Karriere
Ethan Bear spielte in seiner Jugend unter anderem für die Yorkton Harvest in seiner Heimat Saskatchewan, bevor er zum Ende der Saison 2012/13 zu den Seattle Thunderbirds in die Western Hockey League (WHL) wechselte. Die Thunderbirds hatten ihn im WHL Bantam Draft des Jahres 2012 an 25. Position ausgewählt. Nach zwei Jahren in Seattle wurde der Abwehrspieler auch im NHL Entry Draft 2015 an 124. Stelle von den Edmonton Oilers berücksichtigt, allerdings gelang ihm der Durchbruch bei den Thunderbirds erst in der Folgesaison 2015/16. Bear steigerte seine persönliche Statistik auf 65 Scorerpunkte aus 69 Spielen, sodass er ins WHL West First All-Star Team gewählt wurde. Gleiches gelang ihm im Jahr darauf, als er mit seiner Mannschaft zudem die WHL-Playoffs um den Ed Chynoweth Cup gewann und mit der Bill Hunter Memorial Trophy als bester Verteidiger der Liga ausgezeichnet wurde.
Zur Saison 2017/18 wechselte Bear in die Organisation der Oilers, die ihn bereits im Juli 2016 mit einem Einstiegsvertrag ausgestattet hatten. Erwartungsgemäß wurde er vorerst bei den Bakersfield Condors, dem Farmteam der Oilers, in der American Hockey League (AHL) eingesetzt, bevor er für Edmonton im März 2018 in der National Hockey League (NHL) debütierte und dort bis zum Ende der Spielzeit 18 Partien absolvierte. Mit Beginn der Spielzeit 2019/20 etablierte sich der Kanadier im NHL-Aufgebot der Oilers, ehe im Juli 2021 der Transfer zu den Carolina Hurricanes folgte. Im Tausch für Bear wechselte Warren Foegele nach Edmonton. Bear verbrachte daraufhin 15 Monate bei den Hurricanes und erhielt im Sommer 2022 eine einjährige Vertragsverlängerung. Den laufenden Vertrag konnte er in Carolina jedoch nicht erfüllen, da er Ende Oktober desselben Jahres gemeinsam mit Lane Pederson im Tausch für ein Fünftrunden-Wahlrecht im NHL Entry Draft 2023 an die Vancouver Canucks abgegeben wurde. Gleichzeitig übernahmen die Hurricanes weiterhin knapp ein Fünftel von Bears Jahressalär in Höhe von 1,8 Millionen US-Dollar. Nach der Saison 2022/23 wurde sein auslaufender Vertrag in Vancouver nicht verlängert.
In der Folge unterzog sich Bear Mitte Juni 2023 einer Schulteroperation und erhielt als Free Agent im Sommer kein neues Vertragsangebot. Erst nach seiner Genesung statteten ihn die Washington Capitals kurz vor dem Jahreswechsel 2023/24 mit einem Zweijahresvertrag aus, der mit 4,125 Millionen US-Dollar dotiert war.

### International
Auf internationaler Ebene debütierte Bear für das Team Canada West bei der World U-17 Hockey Challenge 2014 im Januar. Anschließend gewann er mit der U18-Nationalmannschaft eine Goldmedaille beim Ivan Hlinka Memorial Tournament 2014 sowie eine Bronzemedaille bei der U18-Weltmeisterschaft 2015.
Sein Debüt in der A-Nationalmannschaft feierte der Verteidiger im Rahmen der Weltmeisterschaft 2023, als er sich mit dem Team den Weltmeistertitel sicherte. In acht Turniereinsätzen blieb er dabei punktlos.

## Erfolge und Auszeichnungen
| - 2016 WHL West First All-Star Team - 2017 Ed-Chynoweth-Cup-Gewinn mit den Seattle Thunderbirds - 2017 Bill Hunter Memorial Trophy | - 2017 WHL West First All-Star Team - 2025 Teilnahme am AHL All-Star Classic - 2025 AHL Second All-Star Team |

### International
- 2014 Goldmedaille beim Ivan Hlinka Memorial Tournament
- 2015 Bronzemedaille bei der U18-Weltmeisterschaft
- 2023 Goldmedaille bei der Weltmeisterschaft

## Karrierestatistik
Stand: Ende der Saison 2023/24

### International
Vertrat Kanada bei:
- World U-17 Hockey Challenge 2014 (Januar)
- Ivan Hlinka Memorial Tournament 2014
- U18-Weltmeisterschaft 2015
- Weltmeisterschaft 2023

(Legende zur Spielerstatistik: Sp oder GP = absolvierte Spiele; T oder G = erzielte Tore; V oder A = erzielte Assists; Pkt oder Pts = erzielte Scorerpunkte; SM oder PIM = erhaltene Strafminuten; +/− = Plus/Minus-Bilanz; PP = erzielte Überzahltore; SH = erzielte Unterzahltore; GW = erzielte Siegtore; 1 Play-downs/Relegation; Kursiv: Statistik nicht vollständig)

## Persönliches
Bear gehört den Ochapowace an, einer First Nation aus dem Volk der Cree, und ist somit einer von wenigen kanadischen NHL-Spielern, die den indigenen Völkern des Landes entstammen.